# Grigore Alexandrescu

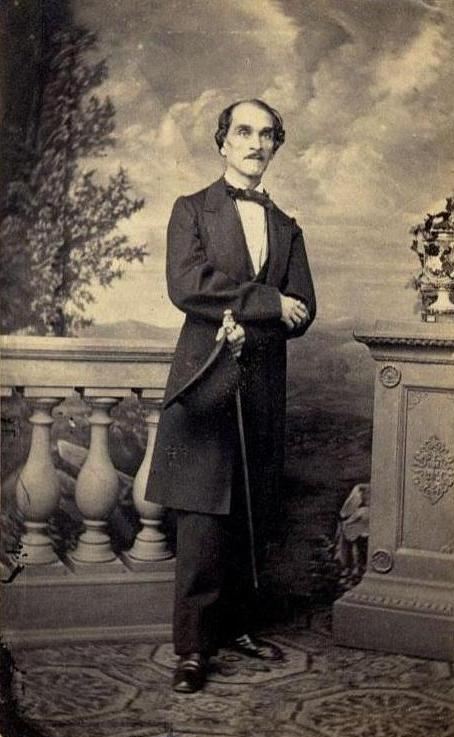
Grigore Alexandrescu

Grigore Alexandrescu (* 22. Februar 1810 in Târgoviște; † 25. November 1885 in Bukarest) war ein rumänischer Schriftsteller,  Dichter und Übersetzer, der für seine Fabeln mit politischem Hintergrund besonders bekannt wurde.

## Biographie
Grigore wurde als viertes Kind eines Kassenmeisters in einem Vorort von Târgoviște geboren. Da er von klein auf durch besondere Intelligenz und ein außergewöhnliches Gedächtnis hervorstach, wurde er gefördert, lernte auch Griechisch und Französisch, wurde aber schon als Kind Vollwaise. Im Jahre 1827 zog er nach Bukarest und blieb eine Weile in der Obhut eines Onkels, der ihm an der in jenen Tagen sehr prestigeträchtigen „Schule Vaillant“, die dem Kollegium „Sfântul Sava“ in Bukarest angegliedert war, die Weiterbildung ermöglichte. Er verblüffte viele durch sein poetisches Talent. Alexandrescu war in der Schule ein Kamerad des späteren Mathematikers und Politikers Ion Ghica und des Mitbegründers der Rumänischen Akademie (Academia Română) Ion Heliade-Rădulescu. Bei letzterem, der 1832 seinen ersten Gedicht- und Elogenband, darin enthalten „Miezul nopții“ (Mitternacht) sowie die Elegie „Adio. La Târgoviște“ im Curierul Românesc veröffentlichen sollte, durfte er für längere Zeit wohnen.
Alexandrescu schlug danach die Offizierslaufbahn ein, verließ die Armee jedoch schon 1837. Wegen seiner  Schriften „Anul 1840“ und „Lebăda și puii corbului“ wurde er sogar verhaftet und eingesperrt. Im Jahr 1848 arbeitete er als  Redakteur der Zeitung Poporul suveran. Im gleichen Jahr trat er einer Freimaurerloge in Bukarest bei.
Doch schon im Alter von 50 Jahren verfiel Alexandrescu plötzlich immer mehr in geistige Umnachtung, konnte bald nicht mehr schreiben und veröffentlichen und starb völlig verarmt. Nach einer Version soll die Krankheit, nachdem der Dichter eine von einer ehemaligen seiner zahlreichen Geliebten geschickten vergifteten Konfitüre gegessen hatte, ausgebrochen sein.
Nach ihm wurden in Rumänien zahlreiche Straßen benannt, nicht nur in der Landeshauptstadt Bukarest und seiner Geburtsstadt Târgoviște, sondern unter anderem auch in Arad, Cluj und Timișoara.

## Literarische Tätigkeit

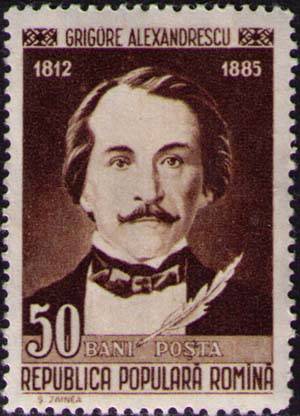
Briefmarke für Grigore Alexandrescu 1960

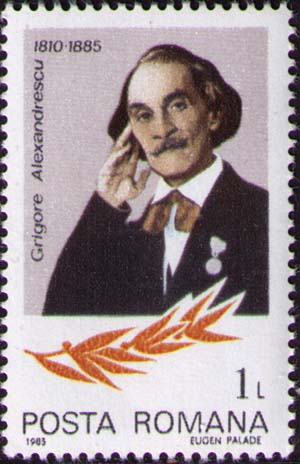
Briefmarke für Grigore Alexandrescu 1985

Grigore Alexandrescu, der Übersetzer unter anderem der Werke von Alphonse de Lamartine und George Gordon Byron, die ihn auch in seinem Schaffen beeinflusst haben, gilt als ein Vertreter der rumänischen Romantik und Vorreiter Mihai Eminescus. Für die Zeit, in der er lebte, war er ein innovativer Dichter,  bemüht, eine neue künstlerische Sprache vorzuschlagen.
Überzeugt davon, dass Gott abwesend und der Mensch allein auf der Welt war, wurde Grigore infolgedessen besessen von der Idee der Unvollkommenheit des Menschen. Sein Schwanken zwischen Skeptizismus und Resignation erzeugt einen Eindruck von Moderne.
Er drückte die Ablehnung der christlichen Lösung für das menschliche Dilemma aus und verhöhnte die von der Vernunft angebotenen Tröstungen als keineswegs einzig mögliche Handlungsweisen in seinen „Meditații“ von 1835.
In seinen rund 40 Fabeln kommentierte er ironisch die Komplikationen des Lebens in einem russischen Protektorat – was die Walachei damals war – und versuchte die Leser zu ermutigen, stolz auf ihr nationales Erbe zu sein. Sein Werk „Über den Gräbern von Drăgășani“ erinnerte an die Größe der rumänischen Vergangenheit. Er suchte nach einem Gleichgewichtspunkt in der Welt und das schien ihn in der klaren und realistischen Analyse der menschlichen Natur in seinen „Fabule“ gelungen zu sein.
Es ist das Verdienst Alexandrescus, dass in der rumänischen Literatur Brief, Meditation und Satire als eigenständige literarische Gattungen verankert worden sind.

## Werke (Zusammenfassung)
- Poezii (1832)
- Fabule (1832)
- Meditații (1835)
- Poezii (1838)
- Fabule (1838)
- Poezii (1839)
- Memorial (1842)
- Poezii (1842)
- Suvenire și impresii, epistole și fabule (1847)
- Meditații, elegii, epistole, satire și fabule (1863)

## Werke (Auswahl)
- Adio. La Târgovişte
- Anul 1840
- Aşteptarea
- Boul şi viţelul
- Bursucul şi vulpea
- Câinele soldatului
- Câinele şi căţelul
- Candela
- Cântece de peste Olt
- Catîrul cu clopoţei
- Cimitirul
- Corbii şi barza
- Dreptatea leului
- Eliza
- Epistolă către Voltaire
- Încă o zi
- Lupul moralist
- Mormintele. La Drăgăşani
- Miezul nopţii
- Meditaţie
- Răzbunarea şoarecilor sau moartea lui Sion
- Şarlatanul şi bolnavul
- Unirea Principatelor
- Vulpoiul predicător

## Übersetzung
- Fabeln (enthält 15 gereimte Fabeln: Das Wasserhuhn, die Ente und die Gans; Die Amsel und die Eule; Die Wildkatze und der Tiger; Die Nachtigall und der Esel; Der liberale Fuchs; Der Fuchs als Sittenprediger; Der Geier und die Hühner; usw.). Dt. von Lotte Berg, Illustrationen von Eugen Taru. Bukarest o. J.